# سیته ایگلسیاس د ترابانکس
سیته ایگلسیاس د ترابانکس (به اسپانیایی: Siete Iglesias de Trabancos) یک شهرستان در اسپانیا است که در استان وایادولید واقع شده‌است.